# 松州 (湖北省)
松州（しょうしゅう）は、中国にかつて存在した州。現在の湖北省宜都市一帯に設置された。
589年（開皇9年）、隋代により荊州より分割設置された。591年（開皇11年）に廃止された。

## 下部行政区画
- 宜昌県
- 夷道県